# Köstliche Perle
Die Köstliche Perle (englisch Pearl of Great Price) ist eine Heilige Schrift der Kirche Jesu Christi der Heiligen der Letzten Tage. Erstmals wurde dieses Buch auf der Generalkonferenz Oktober 1880 als kanonisch (normativ) anerkannt.

## Inhalt
Es besteht aus:
- Buch Mose (Mormonentum) (Joseph-Smith-Übersetzung der ersten sieben Kapitel der Genesis mit Ergänzungen zum Leben Moses, Henochs und Noahs)
- Buch Abraham (eine „inspirierte“ Übersetzung von ägyptischen Papyri)
- Joseph-Smith-Matthäus (die Joseph-Smith-Übersetzung von Matthäus 24 LUT)
- Joseph-Smith-Lebensgeschichte (Auszüge aus der autobiographischen Lebensdarstellung von 1838, endet mit der Herausgabe des Buchs Mormon im Jahre 1830)
- Glaubensartikel (Mormonentum) (13 Punkte umfassendes Glaubensbekenntnis, ursprünglich von Smith als Antwort auf die Anfrage eines Chicagoer Journalisten bezüglich einer kurzen Zusammenfassung des Glaubens der Kirche verfasst)

## Redaktionsgeschichte
Apostel Franklin D. Richards veröffentlichte 1851 als Missionspräsident in Großbritannien eine Zusammenstellung verschiedener Offenbarungen und Schriften des Propheten Joseph Smith, die zuvor in den mormonischen Zeitungen in den USA erschienen waren, um sie auch in England zugänglich zu machen. Er nannte die Zusammenstellung nach (Mt 13,46 ) Köstliche Perle (engl. Pearl of Great Price).
Teile des Buches Mose wurden 1878 hinzugefügt. Überschneidungen mit dem Buch Lehre und Bündnisse wurden 1902 herausgenommen. Im Zuge dieser Änderungen wurde das Buch in Kapitel und Verse eingeteilt. Ebenso wurden Fußnoten hinzugefügt. Ein Index wurde 1921 hinzugefügt. Im April 1976 wurden zwei Offenbarungen hinzugefügt. Diese wurden aber 1979 als Abschnitte 137 und 138 in das Buch Lehre und Bündnisse verschoben.